# Labsko-klejnárská niva
Labsko-klejnárská niva je geomorfologický okrsek v severozápadní části Čáslavské kotliny, ležící v okresech Kolín a Kutná Hora.

## Poloha a sídla
Území okrsku se nachází mezi městy Kolín (na severozápadě), Týnec nad Labem (na severovýchodě) a Kutná Hora (na jihu), které do okrsku částečně zasahují. Z východu je ke středu okrsku ještě vklíněna obec Starý Kolín.

## Geomorfologické členění
Okrsek Labsko-klejnárská niva (dle značení Jaromíra Demka VIB–3B–3) náleží do celku Středolabská tabule a podcelku Čáslavská kotlina.
Podrobnější členění Balatky a Kalvody, které člení až na úroveň podokrsků a částí, okrsek Labsko-klejnárská niva nezná, uvádí pouze 2 jiné okrsky Čáslavské kotliny: Ronovská kotlina a Žehušická kotlina (její podokrsek Starokolínská rovina zhruba odpovídá území Labsko-klejnárské nivy.
Niva sousedí s dalšími okrsky Středolabské tabule (Žehušická kotlina na jihovýchodě, Ronovská tabule na jihu, Kolínská tabule na západě, Poděbradská rovina a Ovčárská pahorkatina na severozápadě) a s celky Východolabská tabule na severu a Železné hory na severovýchodě.